# قلعه کراسنایا گورکا

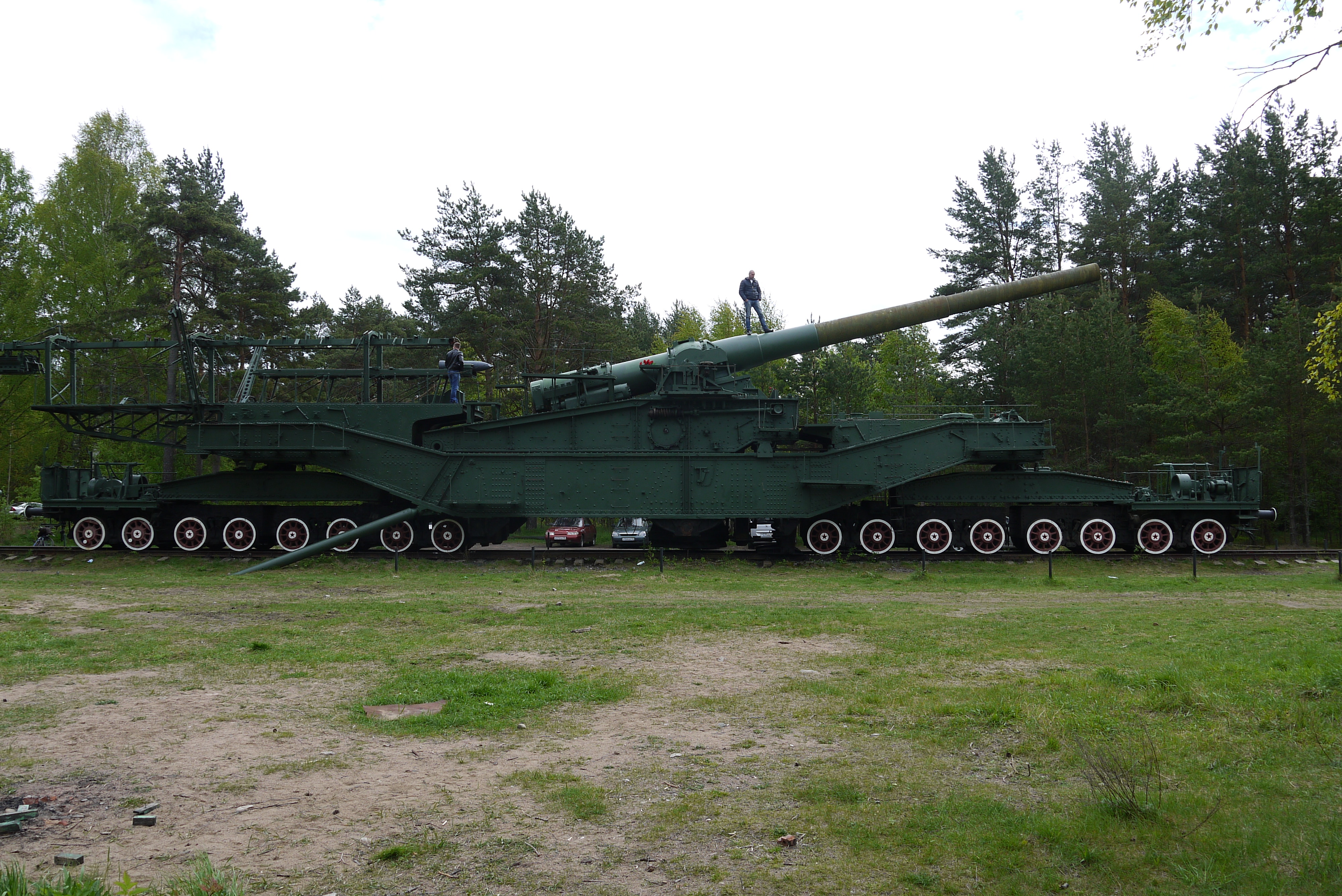
توپ ریلی ۳۰۵ میلی‌متری در قلعه کراسنایا گورکا

کراسنایا گورکا (Красная Горка به معنای تپه سرخ) یک قلعه توپخانه ساحلی در ناحیه لومنوسوفسکی، استان لنینگراد، روسیه است. این قلعه در ساحل جنوبی خلیج فنلاند، مقابل جزیره کتلین و پایگاه ناوگان بالتیک در کرونشتات واقع شده است. نزدیک‌ترین سکونتگاه به این قلعه، لبیازیه (Лебяжье) است.